# Margaret Wheeler, Baroness Wheeler

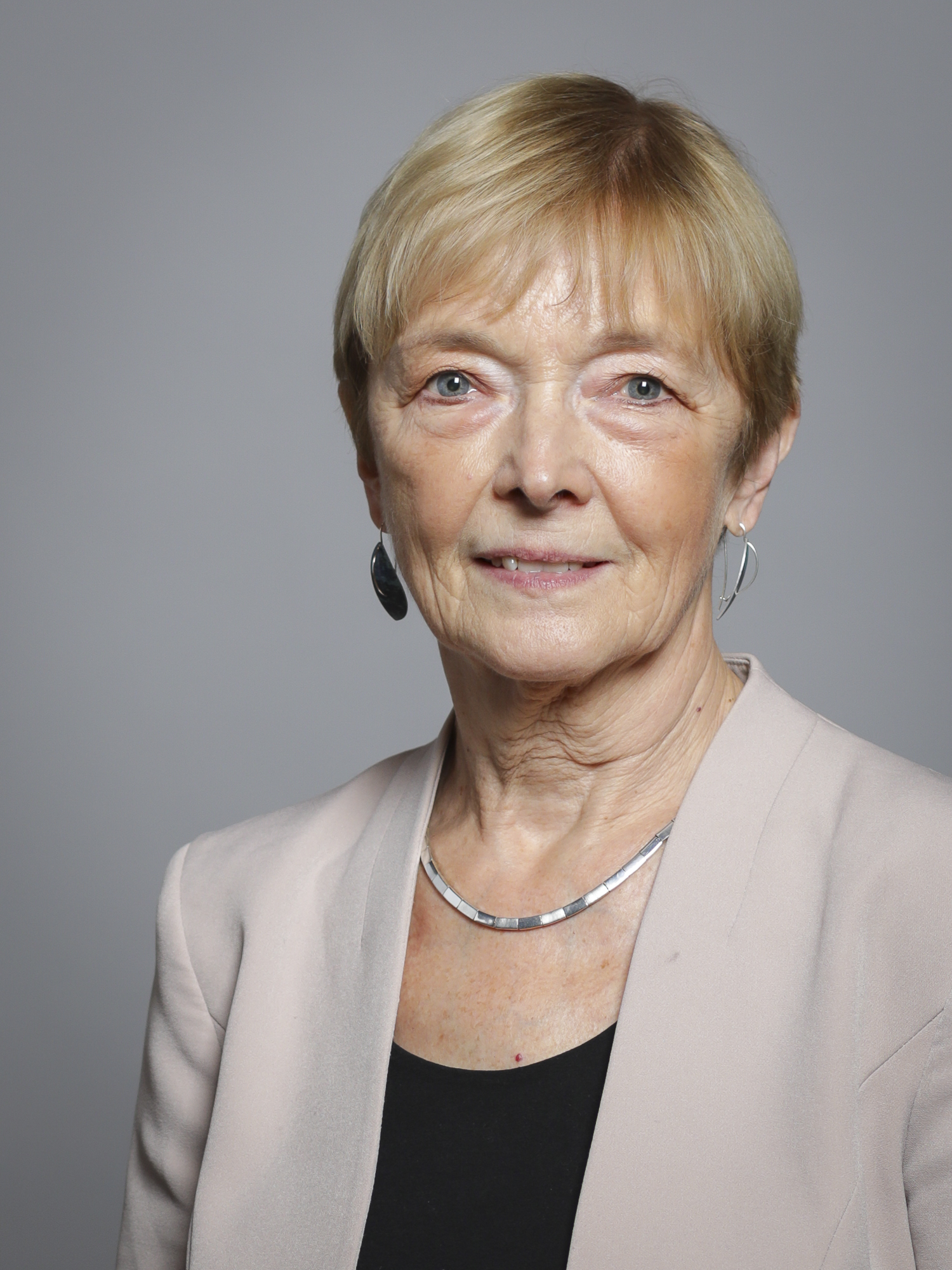
Margaret Wheeler, Baroness Wheeler

Margaret Eileen Joyce Wheeler, Baroness Wheeler, (MBE) (* 25. März 1949) ist eine britische Gewerkschaftsfunktionärin und Politikerin der Labour Party und seit 2010 Mitglied des House of Lords.

## Leben
Margaret Wheeler war als Gewerkschaftsfunktionärin tätig und engagierte sich darüber hinaus in mehreren öffentlichen Institutionen und Organisationen wie beispielsweise als Mitglied der Kommission für soziale Gerechtigkeit (Commission on Social Justice) und der Kommission für Beschäftigung und Fähigkeiten (Commission for Employment and Skills). Daneben war sie auch für die gemeinnützige Stiftung The Work Foundation aktiv. Zuletzt war sie Direktorin für Organisation und Mitarbeiterentwicklung von UNISON, der Gewerkschaft der Beschäftigten des öffentlichen Dienstes und nach Unite the Union mit 1,375 Millionen Mitgliedern die zweitgrößte britische Einzelgewerkschaft.
Am 20. Juni 2010 wurde sie durch ein Letters Patent als Life Peeress mit dem Titel Baroness Wheeler, of Blackfriars in the City of London, in den Adelsstand erhoben. Am 14. Juli 2010 folgte ihre Einführung (Introduction) als Mitglied des House of Lords. Seitdem ist sie zugleich Parlamentarische Geschäftsführerin der oppositionellen Labour-Fraktion im Oberhaus. Am 5. Oktober 2010 hielt sie ihre erste Rede vor dem Oberhaus.
Neben ihrer politischen Tätigkeit ist sie als Trustee von One World Action, Carer Support sowie Blackfriars Settlement und fungiert dort auch als Vorsitzende.